# Eumènides
|  | Per a altres significats, vegeu «Furies (sèrie de televisió)». |

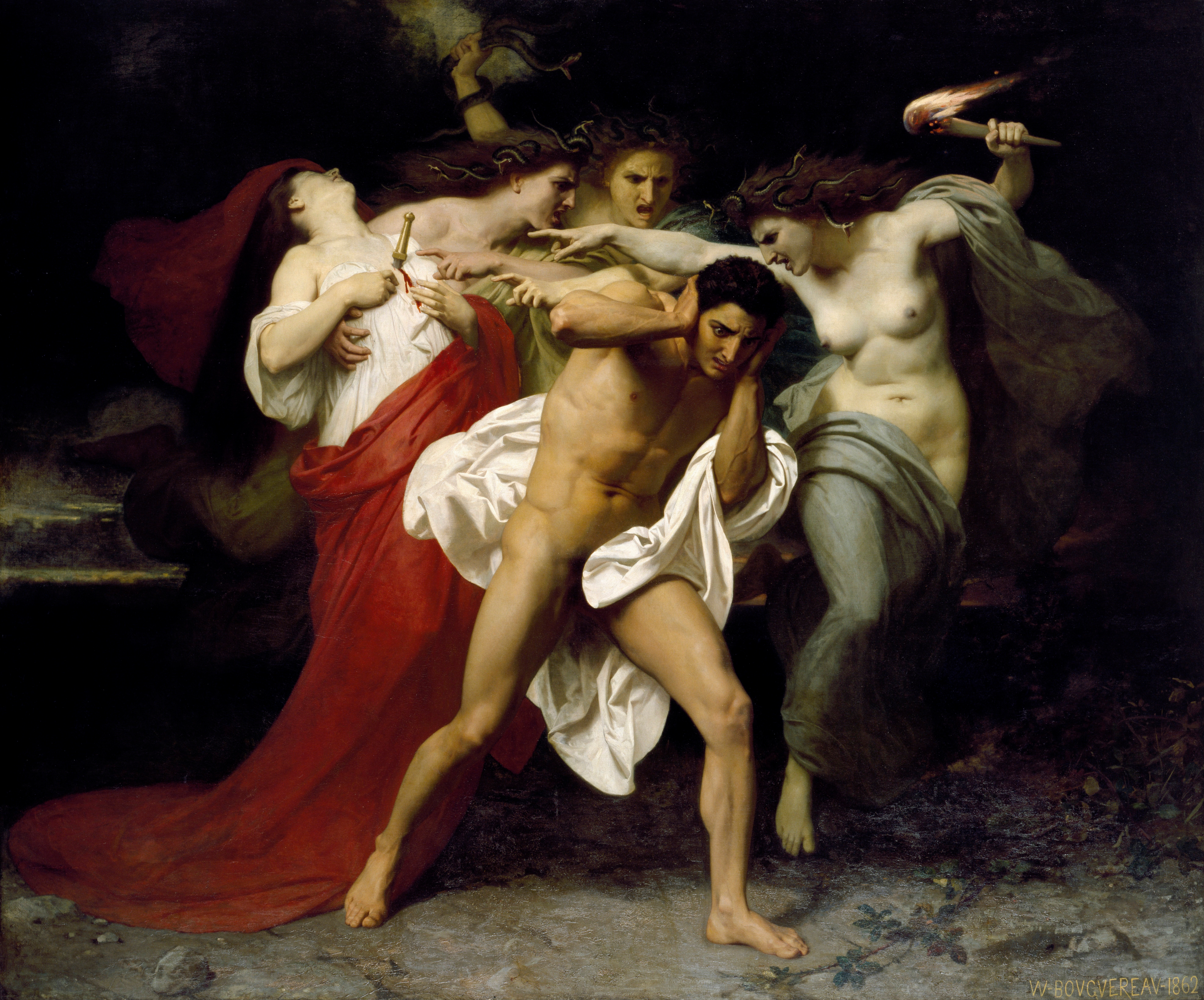
Les tres fúries castigant Orestes, per William-Adolphe Bouguereau

Les eumènides (en grec antic Εὐμενίδες), o les erínies (grec Έρινύες) són, en la mitologia grega i romana unes divinitats violentes. Els romans les van identificar amb les fúries (Furiae) o dires (Dirae), i eren la personificació de les causes pronunciades contra un criminal. Erínnia derivaria del grec ἐρίνω ορ ἐρευνάω, i seria el nom d'una dea de la venjança. Eumènides volia dir "benvolents", un sobrenom destinat a adular-les, i es va usar per primer cop amb l'absolució d'Orestes per la cort de l'areòpag. La paraula "fúria", per contra, fa referència a un dels efectes que causaven en les seves víctimes: embogir de furor.
Havien nascut de la sang d'Urà que va impregnar la Terra (Gea) quan va ser castrat per Cronos, i el seu nombre era indeterminat. Formen part de les divinitats més antigues del panteó hel·lènic. Són forces primitives que no reconeixen l'autoritat de les divinitats més joves. Són semblants a les Parques o als Destins, que no tenen altra llei que ells mateixos, i als quals, fins i tot Zeus es veu obligat a obeir. Epimènides les fa germanes de les Moires, filles de Cronos i d'Eurínome. Èsquil, diu que són filles de Nix, la Nit. I Sòfocles, les fa filles de Gea i Èreb, la Foscor. En la tradició òrfica, eren filles d'Hades i Persèfone. La Ilíada parla clarament de la relació amb l'infern de les Eumènides.
A partir dels poemes homèrics la seva missió més important és venjar els crims comesos pels mortals. Les Erínnies dicten a Altea el càstig a Melèagre com a venjança per haver matat els seus oncles. Són les causants de les desgràcies de la família d'Agamèmnon, a conseqüència del sacrifici d'Ifigènia. Elles impulsen Clitemnestra a matar el seu marit i després, per la mà del seu fill Orestes, la castiguen. Persegueixen Orestes com a assassí de la seva mare. Fan un paper semblant en la maledicció que cau sobre Edip.
Castiguen aquells que intenten alterar l'ordre establert, ajudant Nèmesi, i torturen els condemnats per haver estat criminals en vida (les seves tortures van ser incorporades a les de l'infern en segles posteriors pels cristians). Pronunciar el seu nom era un tabú, per por d'invocar-les, és per això que van rebre diferents noms eufemístics. Se'ls retia culte mitjançant sacrifici d'ovelles negres (imatge heretada també pel cristianisme). Prohibeixen als endevins i als profetes que revelin amb massa claredat els esdeveniments futurs, per no alliberar els humans de la incertesa, ja que s'assemblarien massa als déus. Una de les seves funcions essencials és castigar els homicides, no només els criminals i els assassins que han actuat voluntàriament, sinó l'homicida en general, ja que l'assassinat és una lacra religiosa que posa en perill la coherència del grup. Normalment l'assassí és desterrat del seu país i va errant de ciutat en ciutat fins que troba algú que el purifiqui. Sovint les Eumènides el fan embogir.
Posteriorment, el poeta romà Virgili (probablement, treballant sobre una font alexandrina i recollint fonts anteriors) en va identificar tres: Al·lecto ("la implacable", que apareixia en la seva Eneida), Megera ("la gelosa") i Tisífone ("la venjadora de la mort"). Els seus cabells estaven cenyits amb serps, els seus ulls ploraven sang, i la seva aparença era espantosa. A vegades, eren representades amb ales de rat-penats o ocells, o amb el cos d'un gos i amb torxes a la mà. Quan tenen una víctima la fan embogir i la torturen. Se les compara amb "gosses" que persegueixen els humans. Viuen en la tenebra a l'Hades, a l'Èreb. Virgili les presenta turmentant les ànimes dels difunts. Sembla que aquesta condició prové de la religió etrusca que situava al món infernal éssers monstruosos que turmentaven els difunts.
Apareixen en diverses obres de ficció, com la Divina Comèdia de Dant on són els guardians de la ciutat de Dite, els quadres de Francis Bacon o en diversos còmics.